# Asan Sabri Ayvazov
Asan Sabri Ayvazov (en tatar de Crimée : Asan Sabri Ayvazov, en ukrainien : Асан Сабрі Айвазов) est un homme politique et journaliste tatar de Crimée.

## Biographie
Il est né à Aloupka dans une famille paysanne où il fait ses études primaires. Après des études à Istanbul, il est collaborateur pour Terciman, journal en langue tatare. En 1898 il est arrêté par la police turque et renvoyé en Crimée où il travaille comme enseignant. Il est élu à la Kurultaï du peuple tatare de Crimée et nommé ambassadeur de la République populaire de Crimée auprès de l'Empire ottoman.

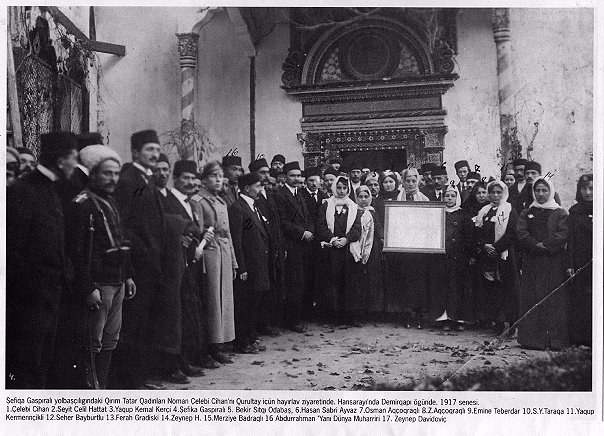
En 1917 au Hansaray, le Congrès national des peuples Tatars de Crimée avec Chefika Gasprinskyi, Asan Sabri Ayvazov, Cafer Seydahmet Kırımer, Osman Aktchokrakli, Seitcelil Hattat.